# Sarah Bogen
Sarah V. Zielke, geb. Bogen (* 25. November 1989 in Düsseldorf) ist eine deutsche Schauspielerin.

## Leben
Zielke sammelte ihre ersten Schauspielerfahrungen in der Theater-AG in Köln, wo sie bei einer Inszenierung von Harry Potter mitwirkte. Nachdem sie sich bei einem Casting für die Daily Soap Unter uns bei RTL beworben hatte, bekam sie eine Rolle und war dort ab dem 12. November 2001 (Folge 1716) als Lilith „Lili“ Mattern, geb. Rose, zu sehen. Im Juli 2012 wurde bekanntgegeben, dass Zielke, damals noch Bogen, nach fast elf Jahren die Serie verlassen werde, ein Comeback in der Serie schloss Zielke strikt aus, im August 2020 kehrte sie jedoch für einen Gastauftritt zurück. Daneben wirkte sie in mehreren Fernsehproduktionen mit, wie beispielsweise 2010 in der Folge Loverboy der Serie Notruf Hafenkante, in der Tragikomödie Ihr mich auch oder auch, wie im Jahr 2012, in einigen Fernseh-Werbespots.
Zielke besuchte von 2007 bis 2010 die Lore-Lorentz-Schule in Düsseldorf. Zurzeit lebt sie in Köln. Dort studierte sie bis März 2016 an der Universität Erziehungswissenschaften mit dem Schwerpunkt Deutsche Sprache und Literatur.
Seit 2023 ist Zielke freiberufliche Drehbuchautorin und arbeitet auch wieder aktiv als Schauspielerin.

## Filmografie
- 2001–2012, 2020: Unter uns (Fernsehserie)
- 2010: Notruf Hafenkante (Fernsehserie, 1 Folge)
- 2010: Ihr mich auch
- 2012–2014: Alarm für Cobra 11 – Die Autobahnpolizei (Fernsehserie, 2 Folgen, verschiedene Rollen)
- 2017: Südstadt
- 2018: SOKO Köln (Fernsehserie, 1 Folge)